# 오노정 (기후현)
오노정(일본어: 大野町)은 일본 기후현 이비군의 정이다.

## 지리
이비강과 네오강의 합류 지역에 위치하고 정의 동서와 남쪽은 강으로 둘러싸여 있다. 기후는 여름에는 온난하지만 겨울에는 추운 이부키 바람이 불기도 한다.

## 역사
- 1897년 4월 1일 - 이비군 5개 촌이 합병해 오노촌이 신설되었다.
- 1932년 10월 1일 - 정으로 승격해 오노정이 성립하였다.
- 1954년 4월 1일 - 오노정, 사이군촌, 도요키촌, 도미아키촌이 합병해 오노정이 신설되었다.
- 1956년 4월 1일 - 우구이스촌을 편입하였다.
- 1960년 1월 1일 - 가와이촌을 편입하였다.

## 교통

### 도로
- 국도 303호선